# Zoetis
Zoetis, Inc. ist ein US-amerikanischer Hersteller von Tierarzneimitteln und Impfstoffen für Haus- und Nutztiere. Zwei Drittel des Umsatzes entfallen auf den Bereich Nutztiere. Gemessen am Gesamtumsatz der Branche war Zoetis 2012 mit einem Anteil von rund 20 % Weltmarktführer. Das 1952 gegründete Unternehmen hat seinen Sitz in Parsippany, New Jersey.
Bis 2013 war Zoetis eine Tochterfirma des Pharmakonzerns Pfizer. Anfang 2013 brachte Pfizer seine Tiergesundheitssparte an die New Yorker Börse, damals der größte Börsengang seit Facebook. Seit Pfizer im Juni 2013 auch seinen restlichen Anteil von 83 % verkaufte, ist Zoetis unabhängig und wurde in den Börsenindex S&P 500 aufgenommen.
2016 wurde der Unternehmenssitz von Florham Park nach Parsippany-Troy Hills Township (New Jersey) verlegt.